# پیر متینیون
پیر متینیون (فرانسوی: Pierre Matignon‎; ۱۱ فوریهٔ ۱۹۴۳ – ۱ نوامبر ۱۹۸۷) دوچرخه‌سوار اهل فرانسه بود.